# Sachplan Infrastruktur der Luftfahrt
Der Sachplan Infrastruktur der Luftfahrt (SIL) (französisch plan sectoriel de l’infrastructure aéronautique (PSIA), italienisch piano settoriale dell’infrastruttura aeronautica (PSIA), rätoromanisch Plan sectorial Infrastructura da l'aviatica (PSIA)) ist ein Planungs- und Koordinationsinstrument des Bundes für die schweizerische Zivilluftfahrt.
Als Instrument der Verkehrspolitik enthält er räumlich abgestimmte Aussagen zu den Infrastrukturen der Luftfahrt und einen konzeptionellen luftfahrtpolitischen Teil.
Innerhalb der eidgenössischen Behörden ist für die raumplanerischen Anliegen das Bundesamt für Umwelt (BAFU) zuständig, für die luftfahrttechnischen das Bundesamt für Zivilluftfahrt (BAZL).
Auch für den Flughafen Zürich – und die Verhandlungen mit Deutschland (siehe auch Fluglärmstreit) – stellt der SIL Flughafen Zürich, mit seinen Instrumenten, die verkehrspolitische Grundlage.